# Sender Kaunas

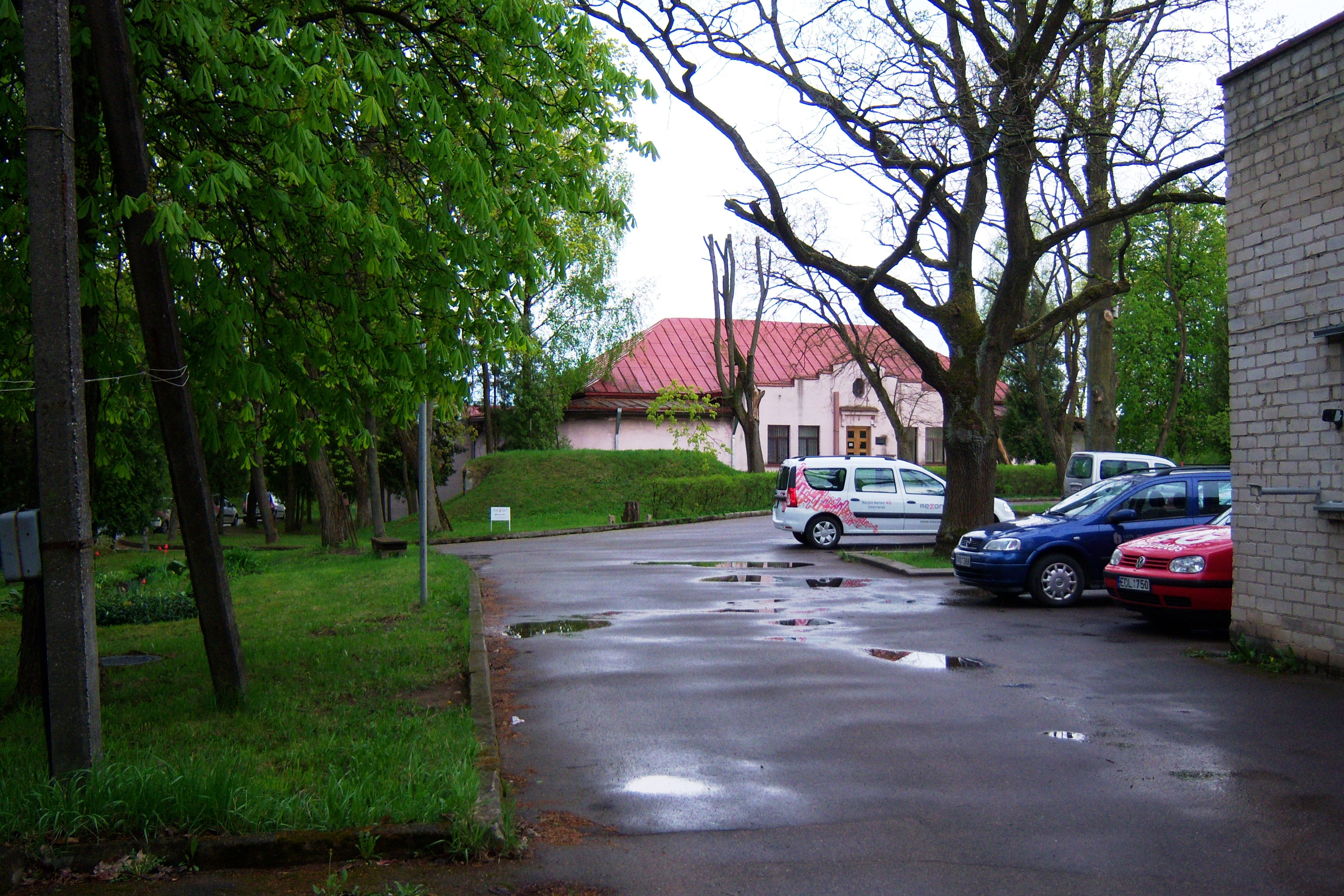
Gebäude der Radiostation

Der Sender Kaunas (lit. Kauno radijo stotis) war der erste Rundfunksender in Litauen. Er befand sich in Kaunas, im Stadtteil Žaliakalnis.

## Geschichte
1910 begann man, die Informationsübertragung und den Empfang von Funkwellen mit technischen Maßnahmen zu entwickeln. Die Kommunikationeinheit der Kaiserlich Russischen Armee erbaute eine 1,5 kW radiotelegraphische Telefunken-Station  in einem Fort der Festung Kaunas. Die litauische Armee begann die Nutzung der Station am 9. Juli 1919. In dieser telegraphischen Station arbeiteten Spezialisten, die aus dem Ausland zurückgekehrt waren und dort die Erfahrung und das Wissen von Profis erlangt hatten.
1923 baute das Unternehmen „Société française radio-électrique“ (SFR) aus Frankreich eine neue Station in Žaliakalnis, auf dem Vytautas-Berghügel. 1925 begann man den Sendebetrieb (Test-Release). Von 1938 bis 1940 baute die englische Firma „Standard Telephones and Cables Ltd“ eine neue Radiostation.
1950 übernahm die Sender Sitkūnai die Funktion der alten Radiostation.